# 原旗山上水道
原旗山上水道位於高雄市旗山區，於九十三年（2004年）3月9日公告為歷史建築，在日治時期為臺灣主要的中型水道之一。

## 沿革
旗山上水道是旗山信用組合（今旗山區農會）於大正十四年（1925年）所建設的自來水系統，當初信用組合與旗山水利組合簽訂二十年的供水契約，由水利組合負責提供水源，而信用組合則建造相關設備，並巡視取水口到蓄水池（租用信用組合成員陳順和的養魚池）之間的圳路。這些由信用組合興建的設備所有權歸水利組合，而水利組合則須支付使用費。
不過雖然簽了二十年契約，但是由於水源來自水利組合灌溉用水而始供水量與水質不穩定，信用組合財力亦不足以負擔地面撒水與消防用水的設備，所以在昭和四年擔任旗山街長的陳順和便用35871圓87錢將簡易自來水系統買下收歸地方政府管轄，以憑藉官方的財力來進行改良。
二次大戰後，水道的過濾設施在民國六十四年（1975年）由旗山鎮公所改建為兒童游泳池，2001年時，高雄縣政府社會局計畫拆除淨水池等建築以興建社會福利綜合館，後來在地方人士與文化局爭取下與社福館共存。